# Палеоантропология
Палеоантропология (греч. παλαιανθρωπολογία, от παλαιός — древний и ἄνθρωπος — человек) — раздел физической антропологии, изучающий эволюцию гоминид на основе ископаемых останков.

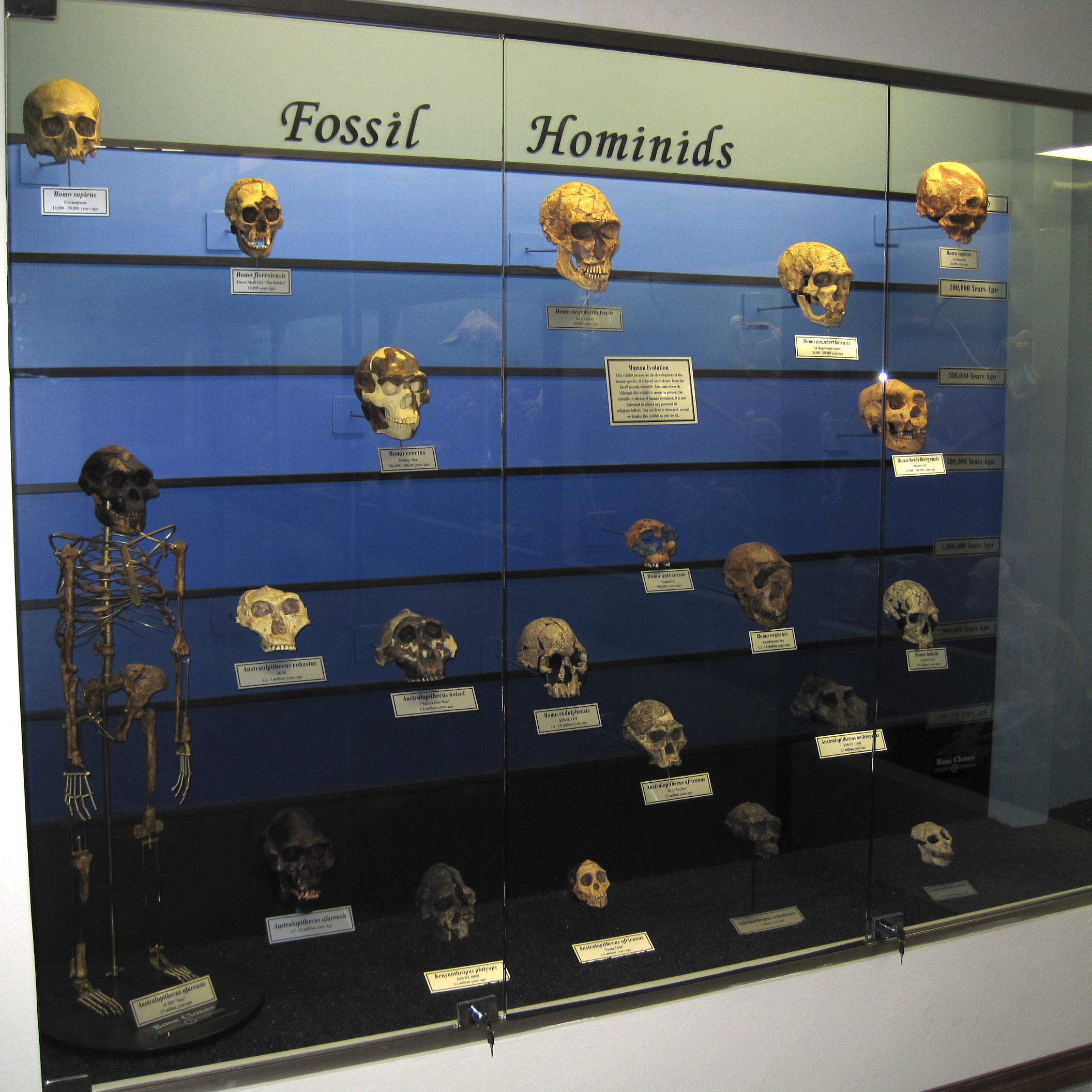
Копии черепов гоминид в Музее остеологии. Оклахома-Сити

## XVIII—XIX века

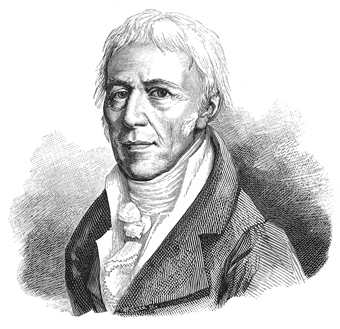
Жан Батист Ламарк

В 1735 году шведский натуралист Карл Линней опубликовал свою классификацию животного мира, в которой поместил человека в одну группу с обезьянами. В 1809 году французский естествоиспытатель и эволюционист Жан Батист Пьер Антуан Ламарк в своей книге «Философия зоологии» высказал мнение, что человек мог произойти от наиболее совершенной из обезьян. Инициировать этот процесс, по его мнению, могло изменение среды обитания.
В первой половине 19 века французскими и английскими исследователями (Мак Инери, Турналь, Кристоль, Шмерлинг, Буше де Петр, Хью Фальконер), при проведении земляных работ и при раскопках в пещерах, были найдены обработанные каменные орудия и останки древних людей. Часто эти находки располагались в одних слоях с костями вымерших животных, но отсутствие методов датировки и несовершенство технологии раскопок не давали возможность их полно и грамотно описать для дальнейших исследований.

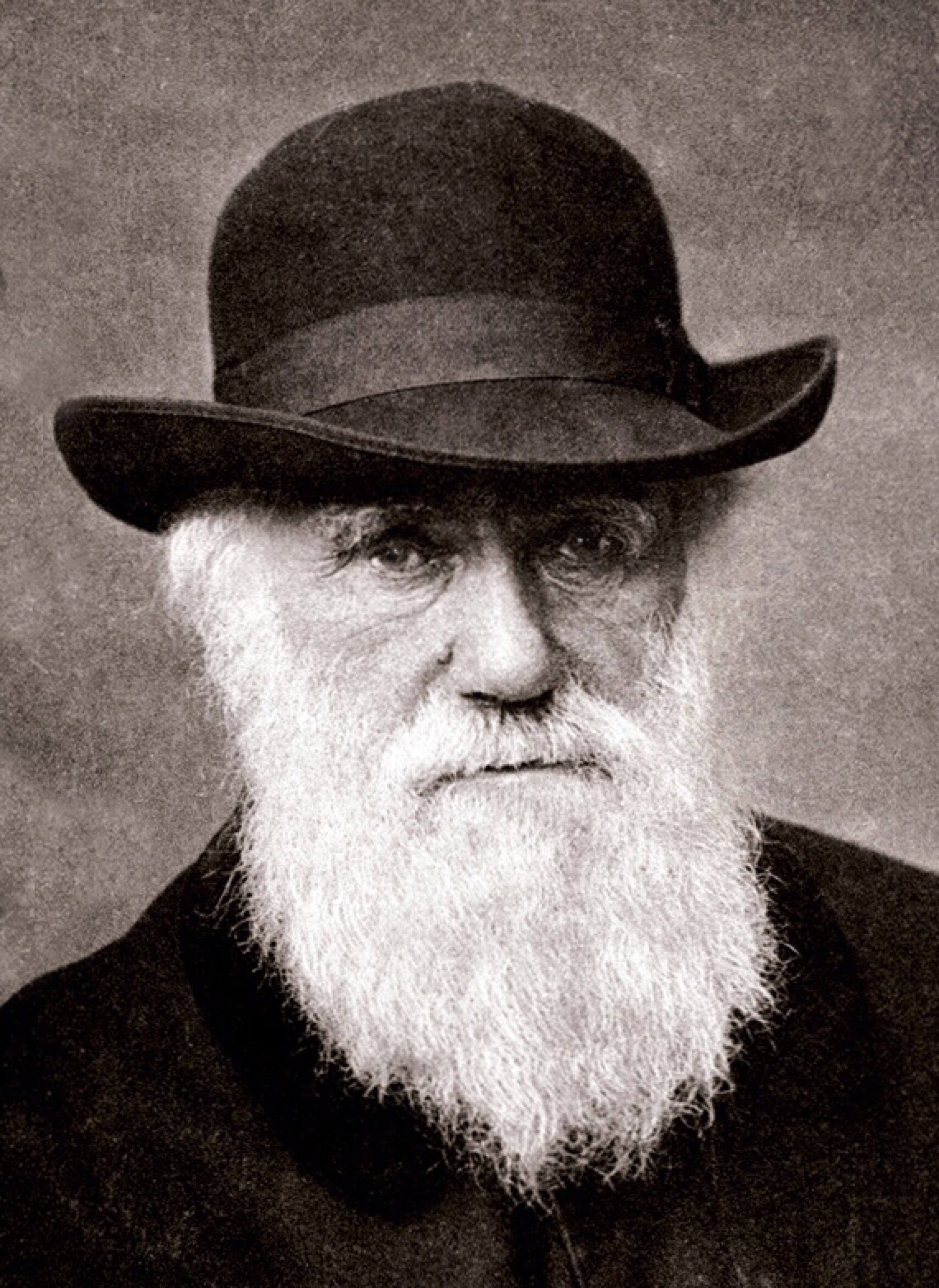
Чарльз Дарвин

В это же время, работами Жоффруа Сент-Илера, Иоганна Готфрида Гердера и немецкого поэта и философа Иогана Вольфганга Гёте, были заложены философские обоснования изменчивости в живой природе и схожести организма человека с организмами животных.
Со второй половины 19 века стремительно накапливаются стратиграфические данные, позволившие определять относительный возраст находок и оценивать их абсолютный возраст. Были найдены доказательства существования нескольких ледниковых периодов в Европе, исследователи начали оперировать цифрами в десятки и сотни тысяч лет.
В 1859 году Чарльз Дарвин опубликовал книгу «О происхождении видов путём естественного отбора». Хотя в книге не затрагивался вопрос о происхождении человека, было очевидно, что человек неумолимо подводится под те же универсальные законы эволюции, которые лежат в основе развития всего остального растительного и животного мира. Вскоре эту мысль развил в своих работах Томас Гексли, а немецкий биолог Эрнст Геккель, в книге «Естественная история мироздания» попытался восстановить родословное дерево человечества, впервые провозгласив существование в прошлом промежуточной формы, связывающей антропоидных обезьян и человека, названной им — питекантропом (обезьяно-человеком).
Первые находки ископаемых гоминид часто совершали случайные люди, не связанные с наукой, но уже с начала 20 века стали организовываться специальные экспедиции, ставящие своей целью поиски ископаемых предков человека.

## Наиболее интересные находки

### Неандерталец (Homo neanderthalensis,Homo sapiens neanderthalensis, палеоантроп)
В 1856 году в Германии, в долине Неандерталь, при добыче известняка в небольшом гроте, рабочими были обнаружены массивные кости и обломки черепа. Кости были приняты за остатки медведя, собраны и переданы для исследования Иоганну Карлу Фульроту, преподавателю местной гимназии. Фульрот пришел к выводу, что скелет принадлежал человеку, значительно более примитивному, чем современный. При сборе костных остатков не были обнаружены (или собраны) ни орудия, ни остатки сопутствующей фауны, что сделало невозможным определить возраст находки и вызвало длительные ожесточённые споры о природе неандертальского человека.
Позднее многочисленные остатки Homo neanderthalensis, их стоянки, захоронения, каменные орудия, предметы культуры и быта были обнаружены в Европе, Восточной Азии, на территории России и Украины.

### Яванский человек (Pithecanthropus erectus,Homo erectus, питекантроп)

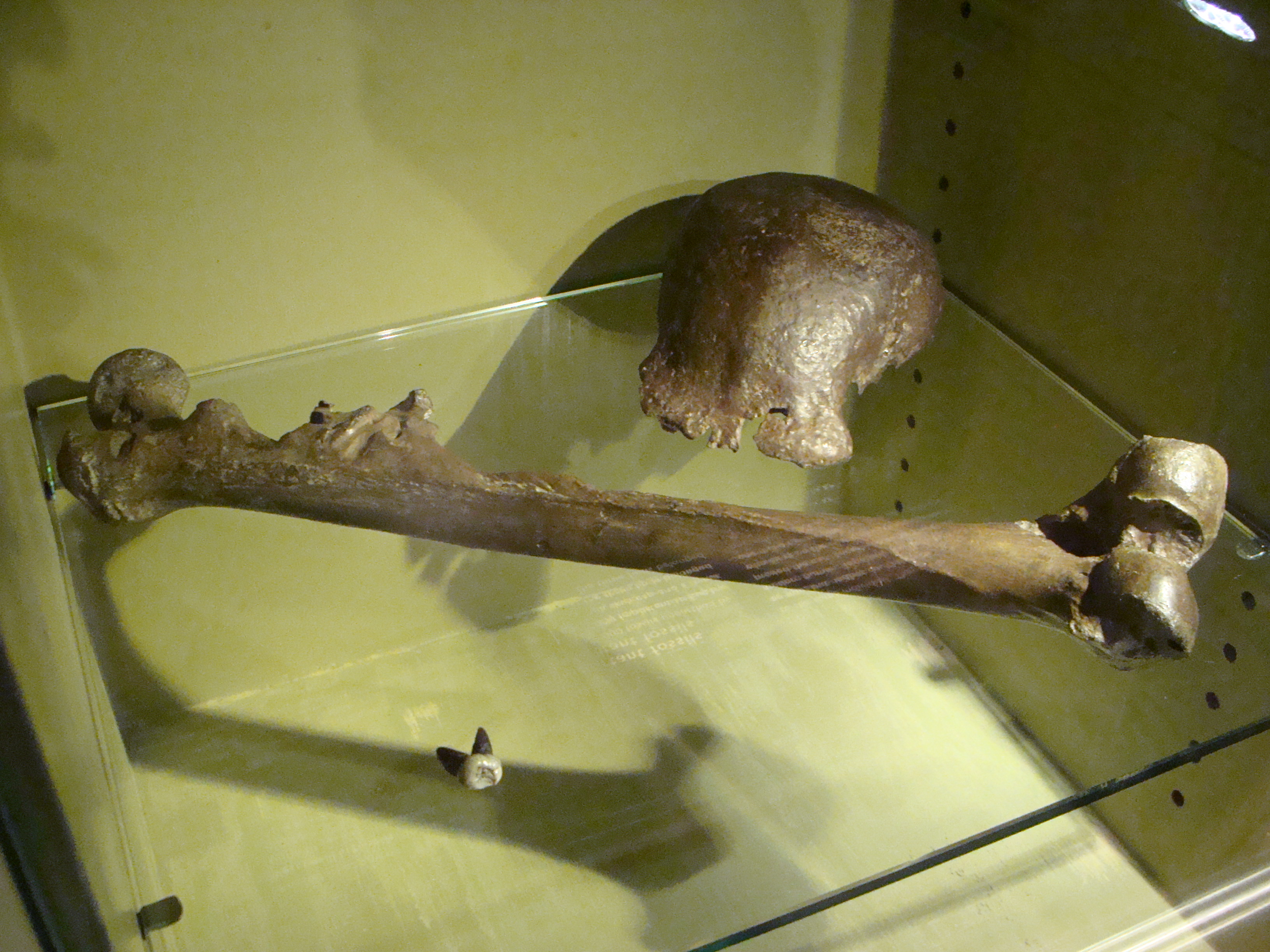
Pithecanthropus erectus, Ява, 1891-93

В 1891-93 годах на острове Ява в долине реки Бенгаван, недалеко от деревушки Тринил, голландский палеонтолог и антрополог Эжен Дюбуа (1858—1940) нашёл крышку черепа, берцовую кость и зуб существа, которого он назвал Pithecanthropus erectus. Толщина свода найденного черепа была больше чем у Homo sapiens, а ориентировочный объём мозга (800—850 кубических сантиметров) значительно превышал объём мозга современных человекообразных обезьян. Дюбуа определил возраст своей находки в 1 000 000 лет (по современным оценкам 500 000). Находка вызвала многолетние споры, так как кости были найдены в переотложенном состоянии и на большой площади.
В 1938 году, голландским палеонтологом Густавом фон Кенигсвальдом на Яве были обнаружены остатки питекантропа лучшей сохранности.

### Гейдельбергский человек (Homo heidelbergensis,Homo erectus)
В 1907 году в песчаном карьере близ города Гейдельберг (Германия), в слоях возрастом 400 тыс. лет была найдена крупная нижняя челюсть. Находку исследовал профессор Отто Шетензак из Гейдельбергского университета.
Позже остатки гейдельбергского человека были найдены в других регионах Европы (Франция, Греция, Италия).

### Пилтдаунский человек (эоантроп)
Самая известная мистификация, значительно затруднившая работы по систематизации ископаемых остатков гоминид.
В 1912 году, на заседании Лондонского Королевского геологического общества, палеонтолог-любитель Чарльз Доусон и Артур Смит Вудворд, заявили о находке, сделанной несколько лет назад недалеко от Пилтдауна (графство Восточный Суссекс). В гравийном карьере были обнаружены фрагменты черепа и нижняя челюсть. Объём и форма костей черепа были близки к соответствующим параметрам черепа Homo sapiens, но нижняя челюсть отличалась примитивностью, свойственной человекообразным обезьянам. Пилтдаунский человек вызвал недоверие некоторых палеонтологов и антропологов, но только в 1953 году было неоспоримо доказано, что это ловкая подделка.

### Пекинский человек (Homo erectus pekinensis,Sinanthropus pekinensis, синантроп)
В 1923-37 годах, в пещере Чжоукоудянь, недалеко от Пекина, были обнаружены фрагменты костей и остатки более чем 40 черепов гоминид, возрастом 750—850 тысяч лет. На протяжении многих лет, здесь работала международная команда ученых: Иоганн Гуннар Андерсон, Биргер Болин (Швеция), Дэвидсон Блэк (Канада), Пэй Вэнь-чжун (Китай), Отто Станский (Австрия), Уолтер Грейнджер (США) и др. Были обнаружены остатки особей разных половых и возрастных групп, что позволило проанализировать изменчивость в пределах одной популяции.

### «Бэби из Таунга» (Australopithecus africanus, австралопитек африканский)

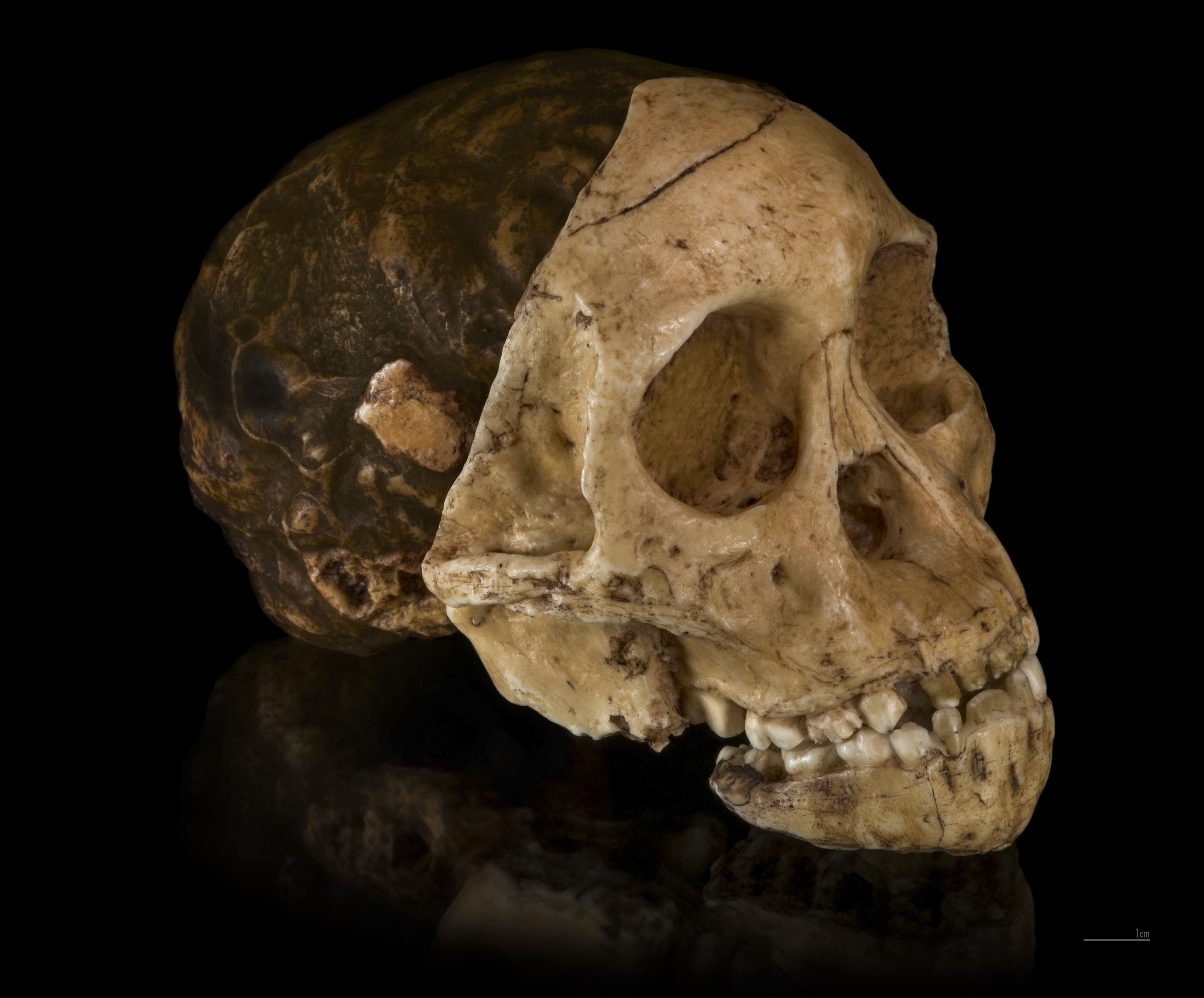
«Бэби из Таунга» (копия)

В 1924 году в известняковом карьере возле города Таунг, на юго-западе Трансвааля (ЮАР) был обнаружен первый череп австралопитека. Препарировавший и изучивший находку преподаватель колледжа Раймонд Дарт, обнаружил, что зубы «Бэби из Таунга» были молочными, а постоянные коренные только начали прорезаться, следовательно его возраст не превышал 7 лет. Объём мозга, согласно расчётам, составлял 520 кубических сантиметров.
Позже, в Южной Африке были сделаны другие находки остатков Australopithecus africanus.

### Презинджантроп (Homo habilis, человек умелый)

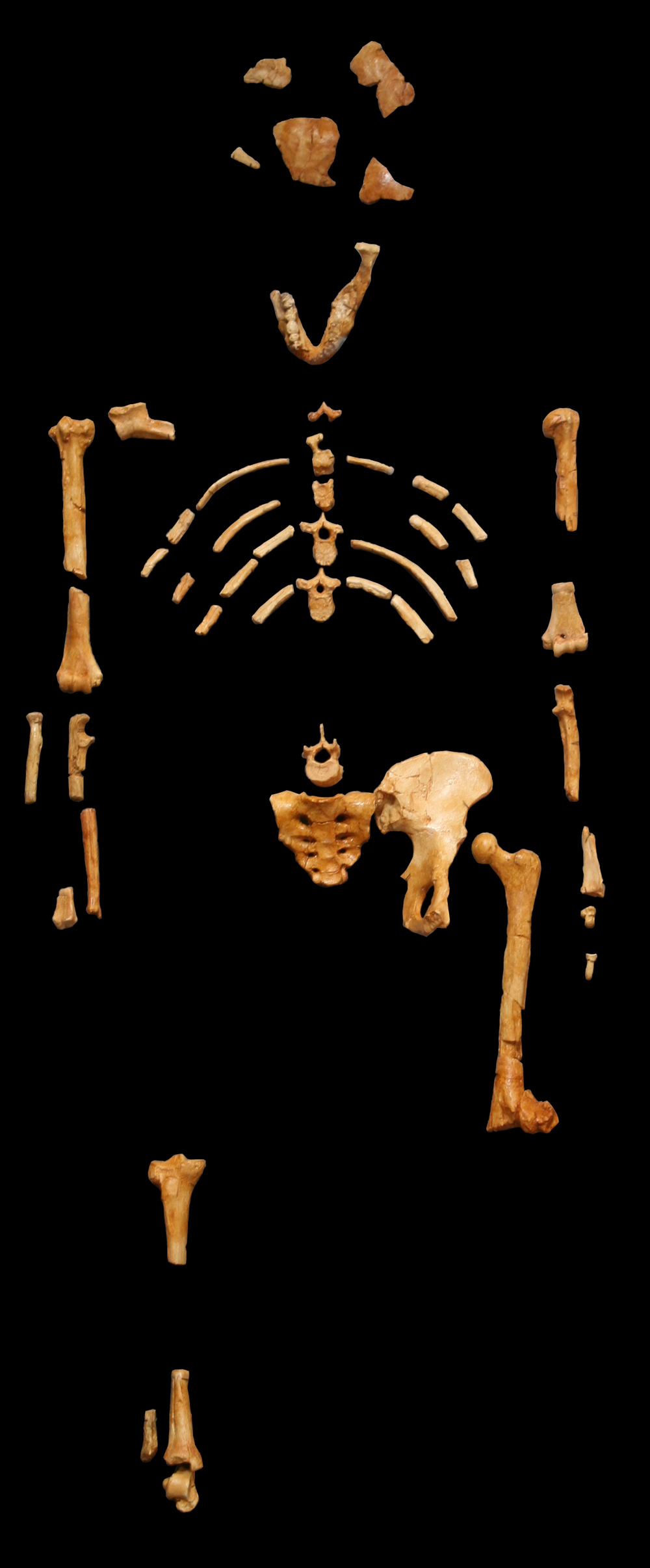
Фрагменты скелета «Люси». Музей естественной истории, Париж

В 1960 году антропологи Мэри и Луис Лики обнаружили в Олдувайском ущелье остатки позднего австралопитека, относимого ныне к роду Homo. Были найдены фрагменты скелета: кости стопы, ключица, фаланги пальцев, позвонок, кисть; и обломки черепа хорошей сохранности. Найденные на жилой площадке презинджантропа грубо обработанные каменные орудия со следами целенаправленной ретуши и особенности строения скелета (череп, фаланги пальцев) позволили сделать вывод, что презинджантроп далеко продвинулся по сравнению с более ранними австралопитековыми.

### Люси (Australopithecus afarensis, австралопитек афарский)
В 1974 году недалеко от эфиопского селения Хадар, Международной афарской экспедицией под руководством Мориса Тайеба и Дональда Джохансона, был найден относительно хорошо сохранившийся скелет самки Australopithecus afarensis, получивший название «Люси». В следующем году было обнаружено захоронение из 13 особей. Хорошая сохранность делает эти находки уникальными, особенно если принять во внимание то, что их возраст оценивается в 3,2 млн лет.
Кроме Эфиопии, остатки Australopithecus afarensis найдены также в Кении и Танзании.
Кроманьонцы (Homo sapiens)
В 1868 году в пещере Кро-Маньон во Франции были найдены останки людей, что подтвердило наличие Homo sapiens, современного человека, в Европе в доисторические времена.

## Позднейшие исследования
Множество новых открытий в палеоантропологии было сделано в последней четверти 20 века и начале 21-го.
Продолжались успешные поиски в Восточной Африке: Эфиопия (Homo erectus, Homo heidelbergensis, Homo ergaster, Paranthropus boisei и т. д.), Танзания (Australopithecus afarensis), Кения (Homo ergaster, Kenyanthropus platyops), Эритрея (Homo erectus). Особенно много материала дали новые исследования в Олдувайском ущелье, на западном берегу озера Туркана, в Кооби Фора.
Кроме Восточной Африки, уникальные открытия сделаны в ЮАР (Australopithecus sediba, Paranthropus robustus, Homo habilis), в Республике Чад (Sahelanthropus tchadensis) и Марокко (Homo erectus).
В 90-е годы в Испании и Италии найдены стоянки Homo heidelbergensis.
В 1991 году в Грузии (Патара Дманиси) были открыты остатки Homo ergaster — древнейшего представителя неафриканских гоминид.
В Китае обнаружены Homo heidelbergensis, сделаны новые находки синантропов (Homo erectus).
Несмотря на огромный фактический материал, накопленный палеонтологией к настоящему времени, проблема происхождения человека ещё не решена окончательно. Существующие модели расходятся в отдельных деталях.
Эволюция Homo оказалась не такой прямолинейной, как это представлялось первым исследователям. Эволюционное дерево гоминид, в действительности, больше похоже на куст со множеством ветвей, из которых в настоящее время существует только одна — вид Homo sapiens. Кроме того, проблему осложняет то, что на Земле одновременно существовали представители разных подвидов или даже видов гоминид.